# Fondation foudroyée
Fondation foudroyée (titre original : Foundation's Edge) est un roman de science-fiction écrit par Isaac Asimov, paru en 1982 et faisant partie du cycle de Fondation. L’année suivant sa publication, il remporta le prix Hugo du meilleur roman et le prix Locus du meilleur roman.

## Résumé
Golan Trevize, citoyen de Terminus et conseiller de la Fondation, a des soupçons concernant une éventuelle survie de la Seconde Fondation.
Alors qu’il les transmet à son ami Munn Li Compor, conseiller lui aussi, et qu’il s’apprête à prévenir l'ensemble du conseil ainsi que la maire Harlan Branno, qui a une influence forte car Hari Seldon, dans sa cinquième apparition, a soutenu ses vues quant à la conservation de Terminus comme capitale de la Fondation, il est arrêté par cette dernière, à la suite de la trahison de Munn Li Compor. Il est alors escorté jusqu’à sa maison par le directeur de la sécurité Liono Kodell, où le maire souhaite lui parler discrètement. Elle partage ses soupçons, mais juge stupide de les énoncer si haut alors que potentiellement la Seconde Fondation les surveille et les éliminerait si elle était prévenue. Ainsi, Golan Trevize est exilé de Terminus et a comme instructions d’accompagner un chercheur, Janov Pelorat, qui a passé les trente dernières années à recueillir toutes traces de la Terre, la planète des origines. Cette recherche fournit un prétexte pour trouver la Seconde Fondation. Harlan Branno demande ensuite à Munn Li Compor de suivre Golan (un moyen primitif qui n’éveillera pas de soupçons), et place un hyper-relais dans son vaisseau, afin de pouvoir également suivre ses déplacements. Elle révèle à Liono Kodell, son fidèle bras-droit, qu’elle a l’intention de se servir de Golan Trevize comme paratonnerre, et elle espère que la Seconde Fondation se dévoilera en l’attaquant.
Entre-temps, sur Trantor, siège de la Seconde Fondation, un jeune Orateur nommé Stor Gendibal, qui a pour dessein de devenir Premier Orateur, énonce à l’actuel détenteur de cette charge, Quindor Shandess, que le plan Seldon n’a aucun sens. En effet dit-il, si l'ancien Premier Orateur Preem Palver a pu éliminer dans le passé les soupçons de la Fondation, et si le Mulet a été battu, la réduction incroyable du nombre de déviations n’est pas pour autant explicable. Par une démonstration rigoureuse, il prouve qu’un retour aussi parfait dans le plan Seldon n’est possible que par la manipulation d’une autre faction. Cette dernière, détentrice d’une « micro-psychohistoire », doit être apte à calculer l’influence des petits groupes. Ainsi, il suppose que des « anti-mulets » ont une influence suffisante pour maintenir le Plan sur les rails, et suspecte qu’ils font cela pour reprendre le pouvoir par la suite, comme la Seconde Fondation en avait l’intention. Pour lui, Golan Trevize, qui se rend sur Trantor selon les ordres du Maire, a un rapport étroit avec tout cela, et il sent en lui une intuition formidable pour prendre des décisions justes en l’absence de données suffisantes.
Pendant ce temps, à bord d’un vaisseau gravitique commandé par un ordinateur à liaison directe avec le cerveau, et accompagné de Janov Pelorat, qui devient son ami, Golan Trevize décide de ne pas aller sur Trantor, pour éviter de suivre les attentes du Maire. Il explique à son compagnon qu’il tient à tenter immédiatement l’hypothèse empirique qu’il avait formulée concernant la Terre. En effet, si Janov Pelorat comptait consulter les archives de Trantor, il avait une hypothèse concernant une planète, Gaïa, identifiée dans la mémoire du vaisseau, localisée dans un secteur donné mais pas par des coordonnées rigoureuses. Il remarque que Gaïa veut dire Terre dans une langue primitive, et s’attend ainsi à trouver la Terre, qui doit, selon lui, être munie d’un satellite plus gros que la moyenne, ce qui pourrait expliquer la biodiversité qui s’est uniquement développée là bas. Ils se rendent donc sur la planète principale du secteur en question, Seychelle, puis visitent un office du tourisme désert, dans lequel ils sont abordés par Munn Li Compor. Celui-ci leur explique que la Terre est en fait dans le secteur de sa planète natale, Comporellon, et leur révèle qu’il les a suivis, conformément aux ordres du Maire. S’il a découvert l’hyper-relais, il ne peut l’enlever sans bloquer le vaisseau. Il prie Golan Trevize de lui pardonner. Plus tard, Golan Trevize partage ses suspicions avec son ami Janov Pelorat : l’office du tourisme était désert alors que la rue qui le borde était animée, malgré la manifestation religieuse qui a lieu et selon laquelle les gens doivent méditer chez eux. Pour cette raison, parmi d’autres, il juge que Munn Li Compor est un agent de la Seconde Fondation, qui tente de l’éloigner de cette planète. Ils décident donc de rester. En fait, on apprend que Munn Li Compor est bien un Observateur de la Seconde Fondation, et qu’il a pour but de retenir Golan Trevize sur place, en faisant semblant de vouloir l’attirer ailleurs.
Stor Gendibal arrive en retard à une séance du Conseil de la Seconde Fondation, après avoir échappé ce qu’il considère être une tentative d'assassinat orchestrée par des paysans agriculteurs autochtones de Trantor. Il s'agit d'un phénomène très rare car la population de Trantor, qui sert inconsciemment de couverture à la Seconde Fondation, a globalement peur de ceux qu'ils nomment les « cherchieurs », qui ne peuvent les manipuler à cause des déviations sur le plan Seldon que cela entrainerait. La séance du conseil a été convoquée par le Premier Orateur pour exposer la théorie de Stor Gendibal quant à l'existence d'une faction d'anti-mulets. Ce dernier est alors accusé de tentative de meurtre sur les paysans. Il réussit de justesse à prouver son innocence et la validité de sa théorie en présentant au Conseil Novi Sura, la paysanne qui a fait fuir ses agresseurs et qui veut devenir « cherchieuse », et dont l’esprit a été manipulé de manière trop habile pour qu’un membre de la Seconde Fondation soit suspecté – ce qui est pour lui la preuve de l’existence d’un groupe de mentalistes plus puissants que la Seconde Fondation. Stor Gendibal est alors désigné comme successeur du Premier Orateur, poste qu’il obtiendra à son retour d'un voyage visant à trouver la faction des anti-mulets, au dépit d’une autre candidate au poste, Delora Delarmi, qui le contraint à emmener Sura Novi pour rejoindre Munn Li Compor et poursuivre le travail de filature de Golan Trevize. En fait, il compte se servir de Sura Novi pour détecter toute manipulation mentalique des anti-mulets, mais il reste suspicieux quant à l’effacement des données concernant la Terre au sein de la Bibliothèque de Trantor, pourtant le siège de la Seconde Fondation.
Sur Seychelle, Janov Pelorat et Golan Trevize vont voir le professeur Sotayn Quintesetz afin d'essayer de trouver les coordonnées de Gaïa. Cet expert leur révèle que le Mulet, lors de sa conquête de la Fondation, a en fait proposé un traité de neutralité à l'union seychelloise, évitant par la même occasion Gaïa que, selon ses propres mots, il n’était pas prêt à visiter de nouveau, laissant ainsi penser qu’il en est originaire. Cette mystérieuse planète semble avoir valu au secteur une neutralité acceptée depuis la nuit des temps… Les deux habitants de Terminus parviennent à arracher au professeur les coordonnées de cette planète mystérieuse, malgré ses réticences superstitieuses, même si Golan Trevize assure qu’il tenait en fait à les leur donner dès le départ. C’est ainsi qu’ils partent pour Gaïa, et, arrivés à proximité, ils comprennent que ce n’est pas la Terre, ce que Golan Trevize avait soupçonné, du fait de sa présence dans l’ordinateur de bord malgré l’effacement généralisé des données concernant la Terre. Alors qu'il a stoppé son approche par prudence, il voit son vaisseau entraîné vers la planète, refusant de répondre aux commandes, pendant qu'un autre vaisseau s'approche. Il sent que son esprit a été apaisé par une force extérieure, mais la personne à bord du vaisseau se révèle être une charmante jeune fille dont Janov Pelorat, malgré son âge avancé, tombe immédiatement amoureux. En fait, cette jeune fille, Joie, diminutif de son long prénom Joidilachicarella, est, comme tout ce qui est sur Gaïa, un fragment de Gaïa, qui est un superorganisme, avec qui elle communique de manière télépathique. La mémoire de Gaïa est répartie parmi tous les fragments, et, sur ce monde idyllique, la pluie tombe quand il faut, les arbres poussent en rangées bien droites, dans le but de l’intérêt commun. Golan Trevize va rencontrer un Ancien, Dom, et il apprend finalement que son propre rôle sera de départager, avec son esprit et son intuition légendaire, les trois factions et leurs trois projets d’avenir pour la Galaxie, qui s’excluent mutuellement. Il est envoyé dans l'espace à bord d'un vaisseau, accompagné de Joie et de Janov Pelorat, afin de s'approcher du vaisseau de Stor Gendibal, accompagné de Sura Novi, qui se révèle être une gaïenne, ainsi que du vaisseau du Maire Harlan Branno, accompagnée par Liono Kodell, venus tenter de prendre le contrôle de Gaïa puis de détruire la Seconde Fondation, dont elle a deviné la planète d’origine grâce au vaisseau qui a rejoint Munn LiCompor. Elle soupçonnait ce dernier, qu’elle avait mis à l’épreuve, et l'a dorénavant démasqué car il ne pouvait réussir à suivre Golan Trevize dans l’hyperespace sans pouvoirs mentaliques.
L’ensemble de la situation est bloquée par la puissance du superorganisme gaïen tout entier. Golan Trevize doit maintenant prendre une décision, alors qu’il n’est soumis à aucune influence dominante. Il a le choix entre l’Empire matérialiste de la Première Fondation, semblable à celui qui s’est effondré, l’Empire mentalique de la Seconde Fondation, tel que le voulait Hari Seldon, et Galaxia, super-organisme à l’échelle galactique, tel que le veut Gaïa. Sans trop savoir pourquoi, il choisit Galaxia. Les deux autres responsables des factions repartent alors avec la profonde certitude d’avoir tout arrangé, mais Gaïa peut à présent préparer l’édification de Galaxia, ce qui devrait prendre plusieurs siècles.
Golan Trevize soupçonne Joie d’être un robot parfaitement anthropomorphe, ne croyant pas à la totale disparition des robots de Gaïa, qui ont appris la télépathie aux Gaïens, et trouvant étonnant l'absence d’affirmation catégorique de Joie quant à son humanité. Il lui demande de veiller à ne pas faire de mal à Janov Pelorat, qui a décidé de rester sur Gaïa, voulant vivre avec elle. Golan Trevize demande ensuite à Dom pourquoi les informations concernant la Terre ont été effacées de la Bibliothèque de Trantor ainsi que des systèmes informatiques des Fondations. Ce dernier lui affirme ne pas le savoir et Golan Trevize décide alors de se mettre à la recherche de cette planète mystère.